# Meathole
Meathole es un álbum de Venetian Snares, lanzado por Planet Mu en 2005.
A diferencia del anterior trabajo de Aaron Funk, Rossz csillag alatt született, más sutil y etéreo, Meathole contiene un sonido más volcado a sonoridades que mezclan el breakcore con el jazz y estructuras caóticas, las cuales parecen volverse aún más extremas al final de cada tema.
El chillido que se oye al principio del track "Contain" es un fragmento sonoro tomado de "Star Wars: Episode II - Attack of the Clones", al cual Funk le cuadruplicó la velocidad.

## Lista de temas
1. "Aanguish" – 4:42
2. "Choprite" – 5:39
3. "Contain" (featuring SKM-ETR) – 6:23
4. "Aamelotasis" – 5:49
5. "Des Plaines" – 7:12
6. "Sinthasomphone" – 8:40
7. "Aaperture" – 6:17
8. "Szycag" – 9:52